# Комишнянська територіальна громада
Комишнянська селищна територіальна громада — територіальна громада в Україні, в Миргородському районі Полтавської області, з адміністративним центром у селищі Комишня.

## Загальна інформація
Площа території — 516,6 км², населення громади — 8 491 особа, з них: міське населення — 2 047 осіб, сільське — 6 444 особи (2020 р.).

## Населені пункти
До складу громади входять селища Комишня і Дібрівка, та 34 села Андріївка, Бакумівка, Безводівка, Булуки, Велика Грем'яча, Верхня Будаківка, Вовки, Гасенки, Григорівка, Двірець, Залізняки, Зуївці, Клюшниківка, Лісове, Мала Грем'яча, Мокрії, Новоселиця, Онацьке, Остапівка, Панченки, Петрівка, Писарівка, Попівка, Прокоповичі, Сажка, Синьощоки, Скиданки, Сохацьке, Ступки, Травневе, Черевки, Черкащани, Штомпелі, Шульги.

## Історія
Створена у 2020 році, відповідно до розпорядження Кабінету Міністрів України № 721-р від 12 червня 2020 року «Про визначення адміністративних центрів та затвердження територій територіальних громад Полтавської області», шляхом об'єднання територій та населених пунктів Комишнянської селищної та Зуєвецької, Клюшниківської, Остапівської, Попівської, Черевківської, Черкащанської сільських рад Миргородського району Полтавської області.